# Historia Aleksandrowa Łódzkiego

Obecny Herb Aleksandrowa Łódzkiego

Historia Aleksandrowa Łódzkiego – dzieje miasta na przestrzeni wieków.

## Kalendarium historyczne

### Najwcześniejsze dzieje
- około 6500 lat p.n.e. – najstarsze ślady przebywania ludzi w okolicach dzisiejszego Aleksandrowa – obozowisko dawnych myśliwych ze środkowej epoki kamienia na wydmach koło rezerwatu przyrody w Rąbieniu.
- XI-XII wiek – na terenie obecnej gminy Aleksandrów założono najstarsze wsie; były to zapewne: Rąbień, Bełdów, Brużyca, Prawęcice i Zgniłe Błoto.
- XIV-XV wiek – założenie kolejnych okolicznych wsi oraz fundacja kościoła parafialnego pw. Wszystkich Świętych w Bełdowie.

### Początki miasta
- 1782 – przybycie pierwszych osadników niemieckich do wsi Brużycy, w dobrach której powstanie potem Aleksandrów. Założenie w okolicach przyszłego Aleksandrowa wielu nowych kolonii wiejskich.
- około 1818 – właściciel dóbr brużyckich – polski szlachcic Rafał Bratoszewski herbu Sulima założył nową osadę miejską na południe od tej wsi, na piaszczystym i zalesionym wzgórzu – jest to przyszły Aleksandrów. Wytyczono wtedy prostokątny Rynek i kilka prostopadłych ulic. Mierniczym, który opracował plan nowej osady, był Bernard Schuttenbach – syn austriackiego oficera. Pierwotna nazwa tej osady to Wierzbna.

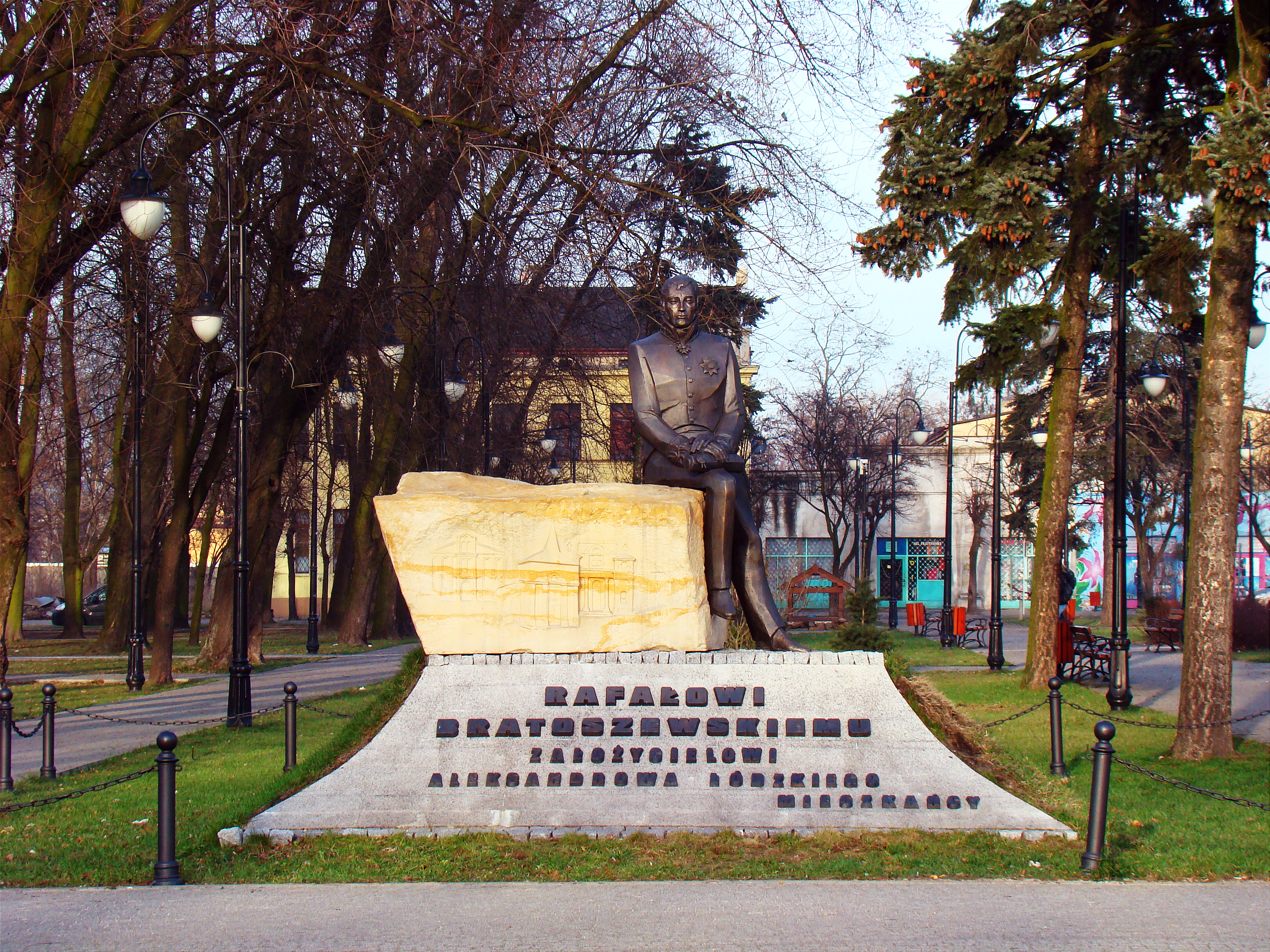
Pomnik Rafała Bratoszewskiego – założyciela miasta

- 1818 lub 1821 rok – erygowanie parafii katolickiej w Aleksandrowie pw. św. Rafała Archanioła przez biskupa warszawskiego Franciszka Malczewskiego. Jej fundatorem był Rafał Bratoszewski. Pierwszym proboszczem został ks. Piotr Szleszyński.
- 22 marca 1822 roku – nowa osada otrzymała prawa miejskie[1] i nazwę Aleksandrów ku czci ówczesnego cara Rosji i króla Polski – Aleksandra I. W Aleksandrowie było już wtedy 3086 mieszkańców, pierwsi z nich to głównie rzemieślnicy – tkacze, produkujący w przydomowych warsztatach sukno wełniane; byli oni w większości narodowości niemieckiej i wyznania ewangelickiego, oprócz nich w Aleksandrowie osiedlali się też Polacy wyznania katolickiego i Żydzi wyznający religię mojżeszową.
- 1824 – budowa murowanego ratusza miejskiego w stylu klasycystycznym. Burmistrzem był wtedy Gedeon Goedel.
- 6 grudnia 1824 – zmarł i został pochowany w miejscowym kościele założyciel Aleksandrowa – Rafał Bratoszewski. Aleksandrów przeszedł w ręce rodziny Kossowskich herbu Dołęga.
- 1825 – miasto to, uważane za wzorcowy ośrodek tkacki nowego typu, wizytował car Rosji oraz król Polski Aleksander I.
- 1828 – budowa okazałego murowanego zboru ewangelickiego w stylu klasycystycznym. Pierwszy aleksandrowski pastor to Fryderyk Jerzy Tuve
- 1830–1831 – mieszkańcy miasta, z burmistrzem Gedeonem Goedelem na czele, poparli powstanie listopadowe, m.in. produkując bandaże i mundury dla armii powstańczej oraz wysyłając do Warszawy oddział rzemieślniczy i lekarza oraz podwody dla wojska polskiego.
- 25 sierpnia 1833 – w Aleksandrowie przychodzi na świat wielki łódzki fabrykant pochodzenia żydowskiego – Izrael Poznański, syn kupca Kalmana i Małki z Gdańskich.
- 1837 – w Aleksandrowie rabinem został Henoch Henich Kohen Lewin, uczeń Simchy Bunema z Przysuchy i Menachema Mendla z Kocka. W latach 1866–1870 był on drugim cadykiem dynastii Ger. Odtąd miasteczko Aleksandrów stało się ważnym żydowskim ośrodkiem religijnym – siedzibą sławnych rabinów i cadyków chasydzkich zwanych Aleksander. W początkach XX wieku i w okresie międzywojennym działała tu dynastia chasydzka Danzigerów.

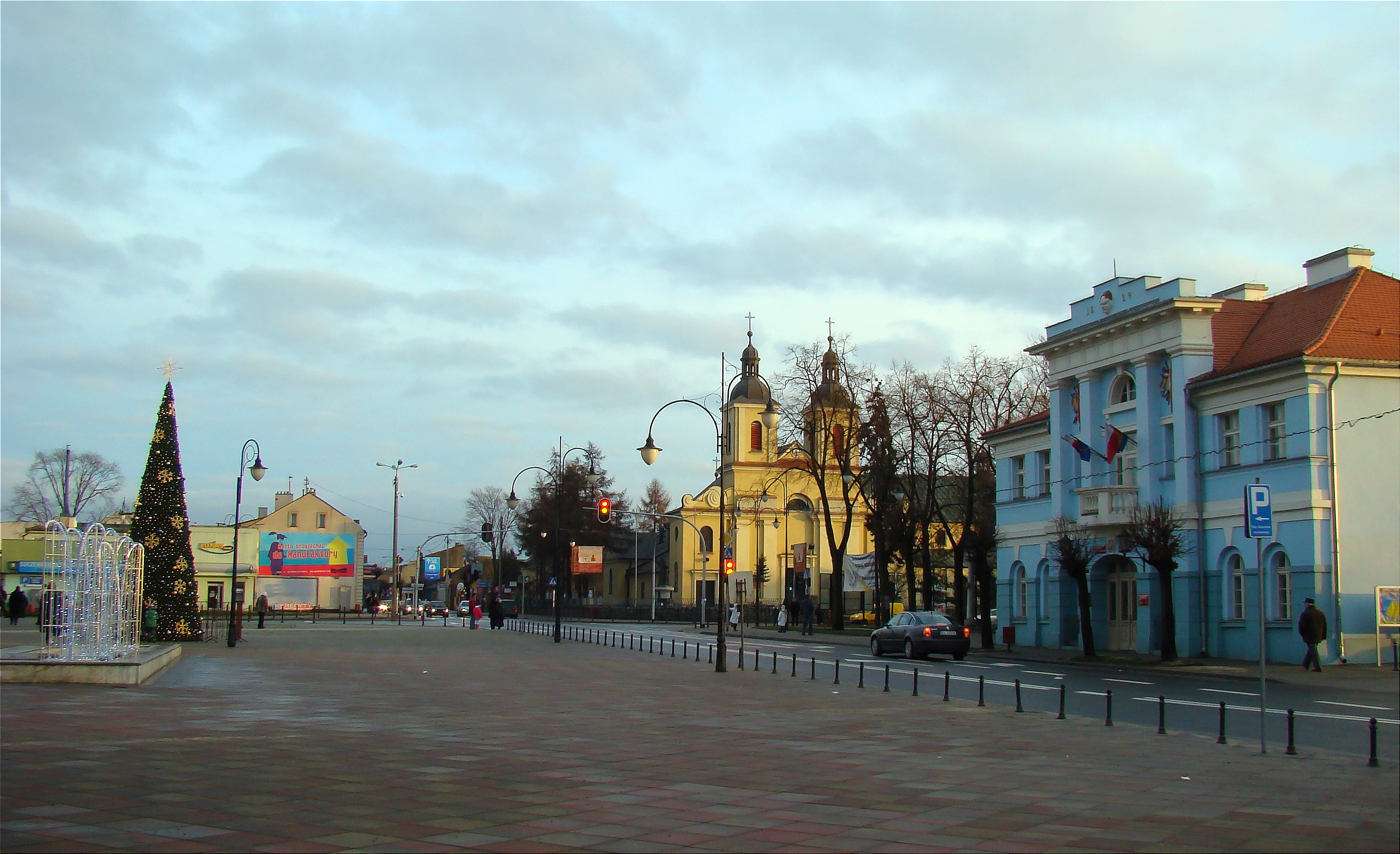
Plac Tadeusza Kościuszki w Aleksandrowie Łódzkim

- 1858–1860 – wytyczenie nowej drogi prowadzącej z Aleksandrowa do rozwijającej się przemysłowo Łodzi przez nowe przedmieście Bałuty, zwanej Szosą Aleksandrowską.
- 1863–1864 – powstanie styczniowe – w walkach powstańczych uczestniczyło kilku aleksandrowian a oddziały powstańcze 2 razy wkraczały do miasteczka.
- 1 czerwca 1869 – podupadły gospodarczo Aleksandrów utracił prawa miejskie ukazem władz rosyjskich, był odtąd osadą na terenie gminy Brużyca Wielka. Inne źródła podają, że było to w roku 1870[2]
- 1888 – założenie pierwszej mechanicznej fabryki pończoch, której właścicielem był niemiecki fabrykant Juliusz Paschke; była to pierwsza z wielu podobnych fabryk powstałych w tym okresie w Aleksandrowie. Inne fabryki założyli: Gustaw Paschke, Rudolf Schultz, Adolf Greilich, Karol Pfeiffer, Gothilf Knappe, Gustaw Hirsch, Karol Steckl, Albert Stiller. Produkowano tu odtąd pokaźne ilości skarpet, pończoch i sweterków. Dzięki tej specjalizacji produkcji, miasto to do dziś bywa nazywane przez mieszkańców „Skarpetkowem”.
- 1903 – utworzenie Ochotniczej Straży Pożarnej oraz powstanie pierwszej polskiej organizacji społeczno-kulturalnej – Towarzystwa Śpiewaczego „Lutnia”, zarejestrowanego formalnie w 1907.
- 1905 – wydarzenia rewolucyjne w Aleksandrowie – strajki robotników oraz protesty polskich uczniów i nauczycieli przeciw rusyfikacji szkół.
- 9 lutego – 25 lutego 1910 – uruchomienie elektrycznej linii tramwajowej do Łodzi. Do dawnych wagonów tramwajowych typu Herbrand nawiązuje nazwa nowej restauracji, zdobiącej od 2008 r. centrum Aleksandrowa.
- listopad 1914 – styczeń 1915 – Aleksandrów mocno ucierpiał w wyniku ostrzału artyleryjskiego w czasie tzw. bitwy pod Łodzią. Z miasta wycofali się Rosjanie, a wkroczyli tu Niemcy. Ludność polska uzyskała większe swobody.

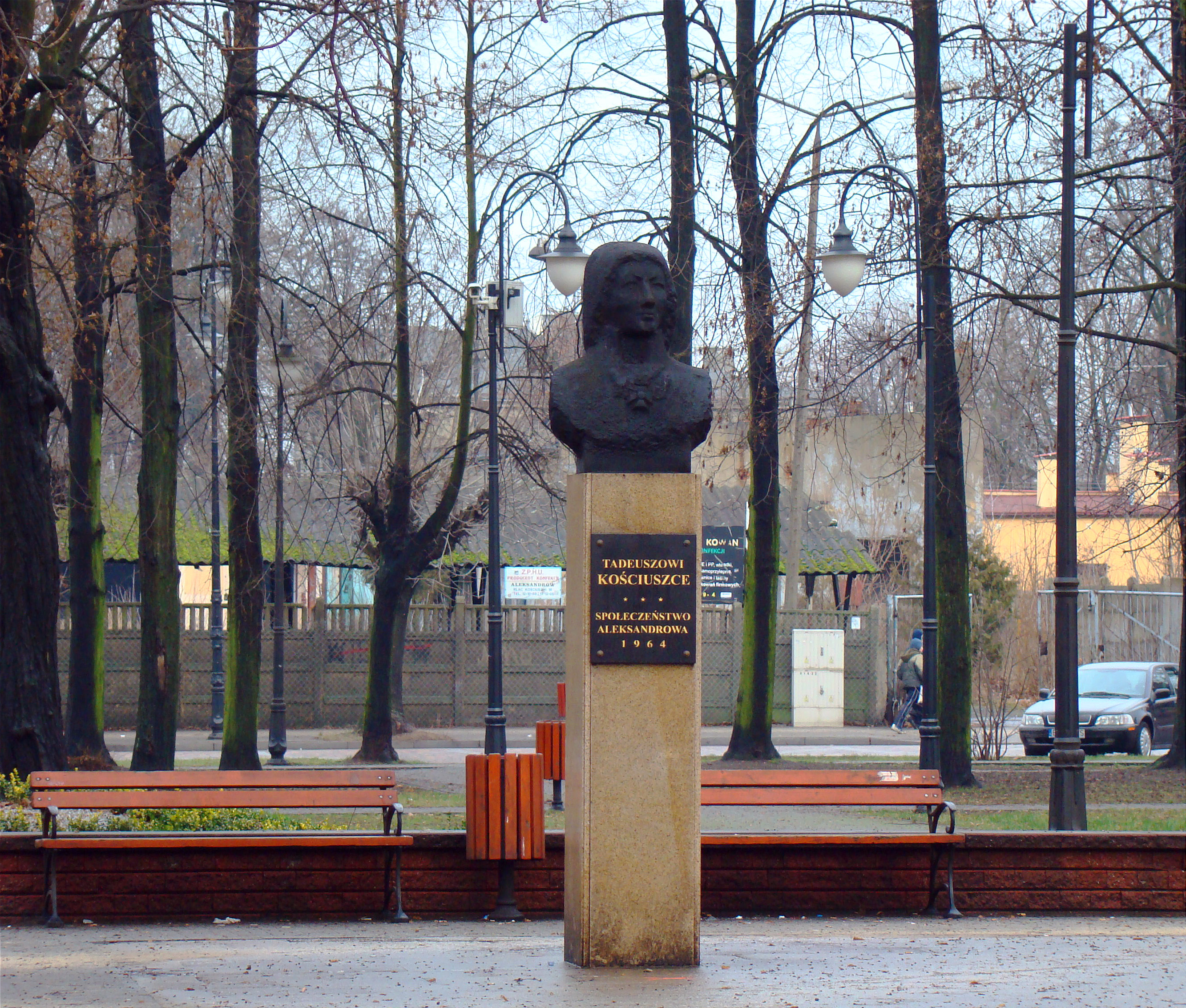
Pomnik Tadeusza Kościuszki w parku miejskim

- 3 maja 1917 – aleksandrowscy Polacy angażują się w działalność patriotyczną, m.in. stawiają pomnik Tadeusza Kościuszki w Rynku i walczą w Legionach.

### Okres II Rzeczypospolitej
- 11 listopada 1918 – grupa aleksandrowskich strażaków pod dowództwem Kazimierza Bryszewskiego bierze udział w akcji rozbrajania niemieckiego posterunku. Początek niepodległości Polski.
- 1921 – Aleksandrów liczył 8236 mieszkańców, w tym 37% Niemców, 34% Polaków i 29% Żydów. Był to nieduży, lecz prężny ośrodek przemysłowy dziewiarsko-pończoszniczy.
- 1924 – Aleksandrów odzyskał prawa miejskie[3]. Bywa odtąd określany jako Łódzki, a nie, jak dawniej – Łęczycki lub Fabryczny.
- 1927 – otwarcie nowej szkoły dla dzieci polskich przy ulicy Bankowej – obecnie Zespół Szkół Sportowych im. Józefa Jaworskiego. Stary budynek rozebrano parę lat temu[kiedy?].
- 31 sierpnia 1939 – w chwili wybuchu II wojny światowej Aleksandrów liczył już 13 424 mieszkańców.

### Okres II wojny światowej
- 7 września 1939 – do Aleksandrowa wkroczyły pierwsze oddziały niemieckie Wehrmachtu.

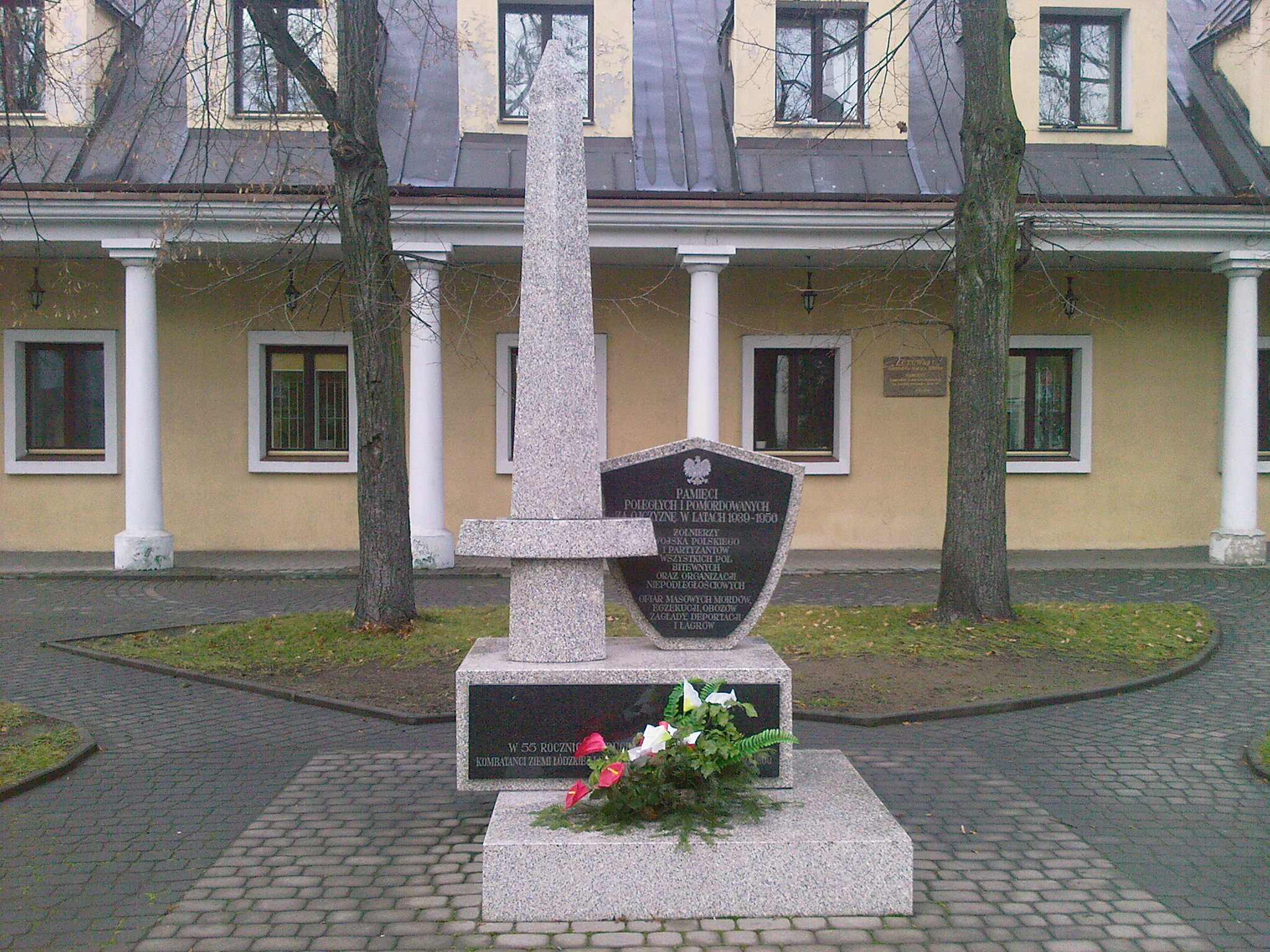
Pomnik martyrologii i walki 1939-1956

- 14 września 1939 – okupanci rozstrzelali na cmentarzu żydowskim 5 Polaków i 26 Żydów aleksandrowskich. Początek represji i ostrych sporów narodowościowych, podsycanych przez okupantów.
- 9 listopada 1939 – Aleksandrów wraz z Łodzią znalazł się na terenach wcielonych do Rzeszy. Spalono i zburzono synagogę, zburzono pomniki Kościuszki i Piłsudskiego, zamknięto polskie i żydowskie szkoły, kościół katolicki zamieniono na magazyn, wprowadzono niemieckie nazwy ulic i placów. Żydom i Polakom narzucono dyskryminujące ich przepisy, przymus pracy dla okupanta. Rozpoczęły się łapanki, egzekucje i wysiedlenia.
- 27 grudnia 1939 – przymusowo wysiedlono do Generalnego Gubernatorstwa aleksandrowskich Żydów, gdzie parę lat później prawie wszyscy zginęli w hitlerowskich obozach zagłady. Koniec trójnarodowego charakteru tego wyjątkowego miasteczka.
- 1943 – okupanci niemieccy przemianowali Aleksandrów na Wirkheim („dom tkaczy”).
- 18 stycznia 1945 – walki o miasto zakończone jego zdobyciem przez Armię Czerwoną. Koniec okupacji niemieckiej trwającej od 1939.

### Okres po II wojnie światowej

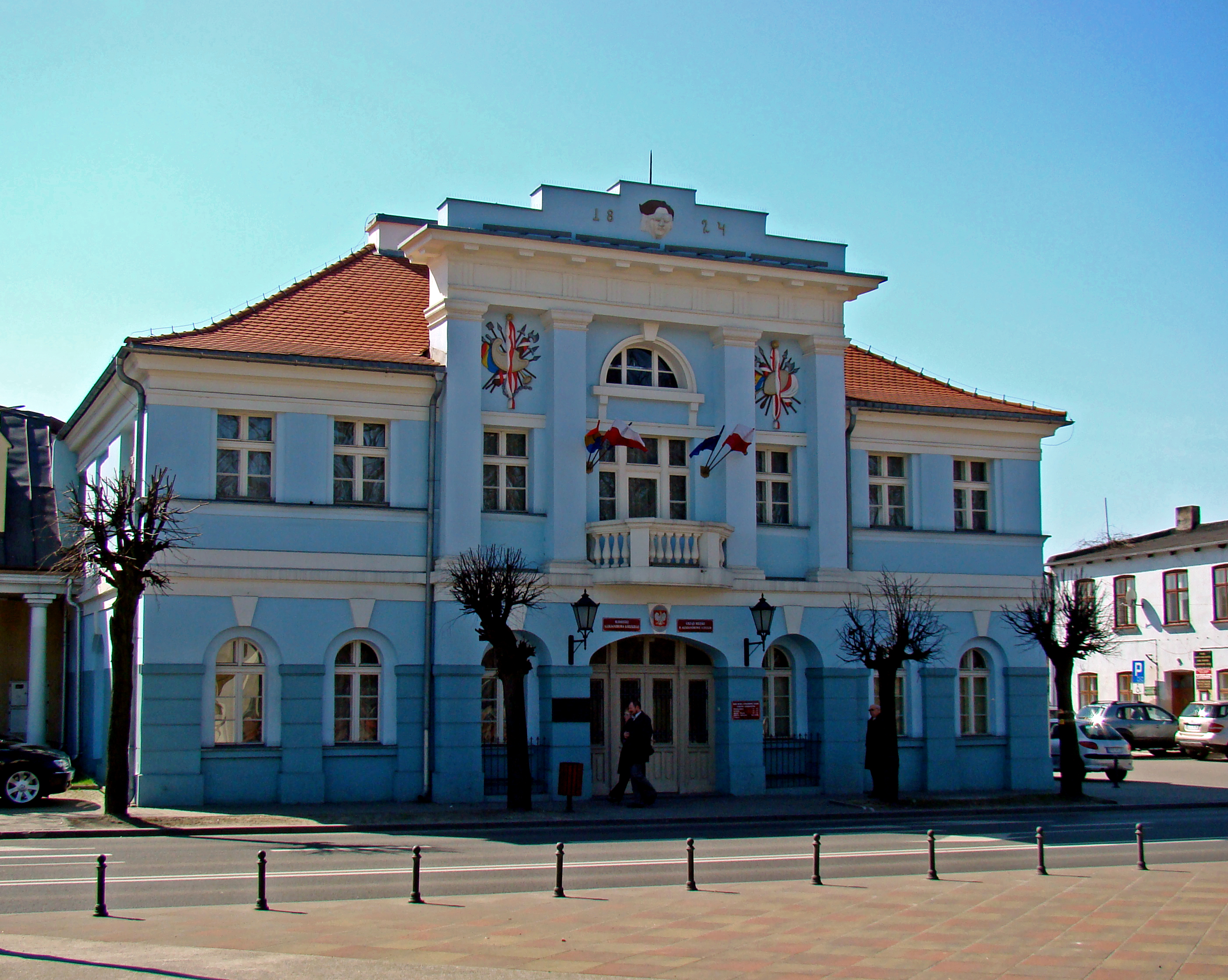
Aleksandrowski ratusz po remoncie

- 24 stycznia 1945 – Józef Janiak pierwszym powojennym burmistrzem Aleksandrowa. Początki „władzy ludowej” w mieście.
- 16 lutego 1945 – otwarto pierwszą polską szkołę średnią w mieście – Państwowe Koedukacyjne Gimnazjum. Obecnie to Liceum Ogólnokształcące im. Mikołaja Kopernika.
- 1945 – utworzono Zjednoczenie Przemysłu Dziewiarsko-Pończoszniczego w Aleksandrowie, które potem, w latach 70., jako Zakłady Przemysłu Pończoszniczego „Sandra”, było największym zakładem przemysłowym w mieście i jednym z największych w tej branży w Polsce.
- 1945–1947 – powojenne represje i przymusowe wysiedlenie aleksandrowskich Niemców do Niemiec. Aleksandrów Łódzki stał się po raz pierwszy w swojej historii miastem o jednolitej, polskiej, strukturze narodowościowej.
- 1946 – zniszczony wojną Aleksandrów liczył tylko 6926 mieszkańców.
- 1951–1953 – zbudowano aleksandrowskie lotnisko, funkcjonujące do pożaru hangaru w 1961 roku.
- 1959 – powstała kolejna aleksandrowska szkoła podstawowa – nr 4 przy al. Wyzwolenia.
- 1965 - odsłonięcie pomnika Wojska Polskiego i Armii Czerwonej na placu 22 Lipca (ob. Kościuszki)[4].
- lata 70. i 80. XX wieku – we wschodniej i południowo-wschodniej części miasta wyrastają osiedla mieszkaniowe z wielkiej płyty im. Bratoszewskiego, Sikorskiego i Słoneczne.
- 1974 – otwarcie nowoczesnego gmachu Młodzieżowego Domu Kultury przy ul. 1 Maja.
- 1979 – powołanie Towarzystwa Przyjaciół Aleksandrowa.
- 1983 – pierwsze obchody Dni Aleksandrowa; odtąd odbywają się co rok.
- 1988 – 1 stycznia 1988 obszar do Aleksandrowa Łódzkiego przyłączono z gminy Aleksandrów Łódzki 816,27 ha: Brużycę Wielką z Rafałkami (204,00 ha), Franin (137,90 ha), Piaskową Górę (101,37 ha), główną część Szatonii z Łomnikiem (120,00 ha) i Wierzbno (253,00 ha)[5][6]:

### Okres III Rzeczypospolitej
Po przemianach 1990 roku miały tu miejsce nowe inwestycje: odbudowa budynku tzw. jatek miejskich, budowa oczyszczalni ścieków, krytego basenu, rozbudowa Zespołu Szkół Sportowych i jego boiska sportowego, budowa hali sportowej i boiska Orlik przy Szkole Podstawowej nr 4, budowa ścieżki rowerowej, poszerzenie i wymiana nawierzchni drogi do Łodzi, przebudowa parku miejskiego, trwa przebudowa aleksandrowskiego Rynku i renowacja kościoła ewangelickiego, powstało kilka nowych pomników, w tym – założyciela miasta, centrum Aleksandrowa zdobi nowa, stylowa restauracja Herbrand – nawiązująca do jego klasycystycznej, XIX-wiecznej zabudowy.
- 27 maja 1990 – pierwsze wolne wybory samorządowe wygrywa Aleksandrowska Akcja Społeczna, burmistrzem pozostaje jednak Krzysztof Czajkowski z PSL, sprawujący już tę funkcję od 1989.
- 8 grudnia 1991 – wychodzi pierwszy numer lokalnej gazety – dwutygodnika pt. „40 i cztery”.

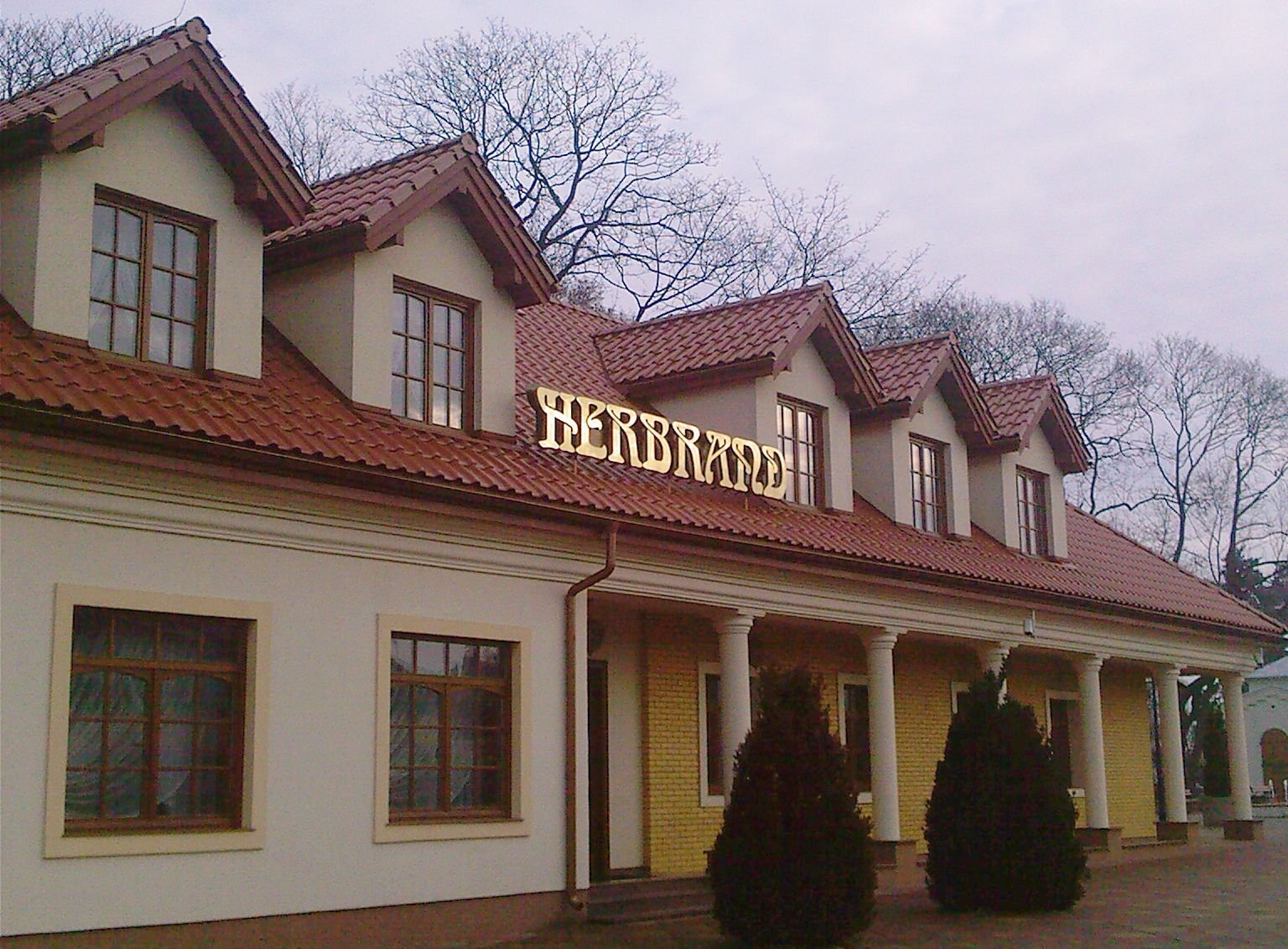
Restauracja Herbrand – symbol trwającej przebudowy miasta

- 1991–1995 – likwidacja linii tramwajowej do Łodzi noszącej numer 44.
- 1 września 1999 – utworzenie w wyniku reformy oświaty dwóch nowych gimnazjów – miejskiego i sportowego. Obecnie funkcjonuje jeszcze prywatne gimnazjum katolickie Scholar i liceum Erazmus.
- 1999 – powołanie Stowarzyszenie Przedsiębiorców Aleksandrowa Łódzkiego.
- 27 października 2002 – wybory samorządowe w mieście wygrywa Platforma Obywatelska i nowym burmistrzem zostaje Jacek Lipiński.
- 2006 – w wyborach samorządowych ponownie wygrywa Platforma Obywatelska, zdobywając 10 mandatów na 21-osobową radę miejską. Burmistrzem zostaje kandydat PO – Jacek Lipiński wybrany w pierwszej turze wyborów.
- 2008 – pod względem administracyjnym Aleksandrów należy do powiatu zgierskiego i województwa łódzkiego.